# Кяру (река)
Кя́ру (эст. Käru jõgi; в верховье Вахастуоя) — река в Эстонии. Длина — 58,7 км, с ответвлениями — 72,4 км, площадь водосборного бассейна — 315,5 км².
Вытекает из озера Аэли. Протекает по уездам Ярвамаа, Пярнумаа и Рапламаа. Впадает в реку Пярну справа.
В бассейне реки находится ряд охраняемых государством территорий: парк мызы Кяру, заказник реки Пярну, природный парк Аэла.

## Галерея

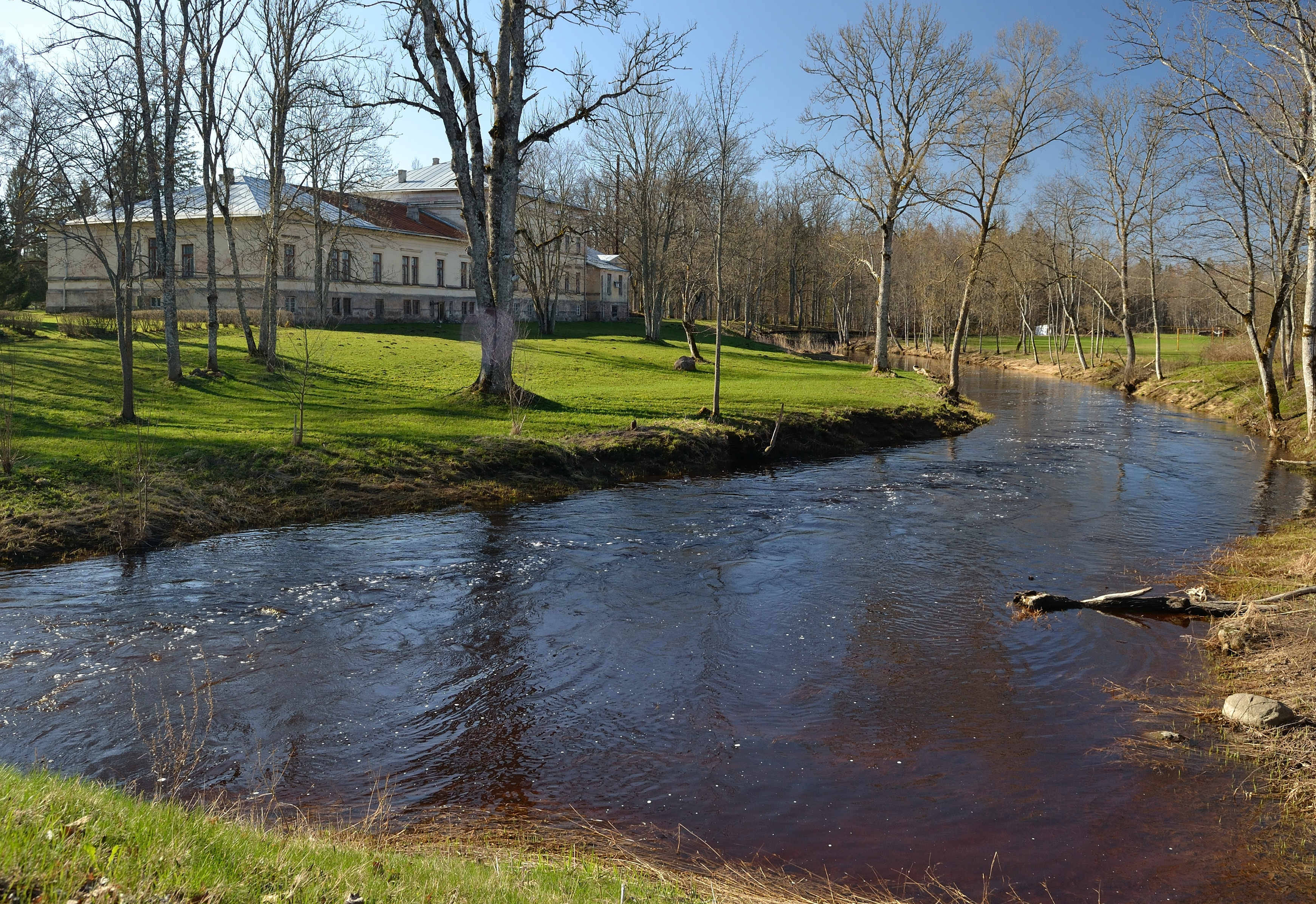
Река Кяру возле мызы Кяру
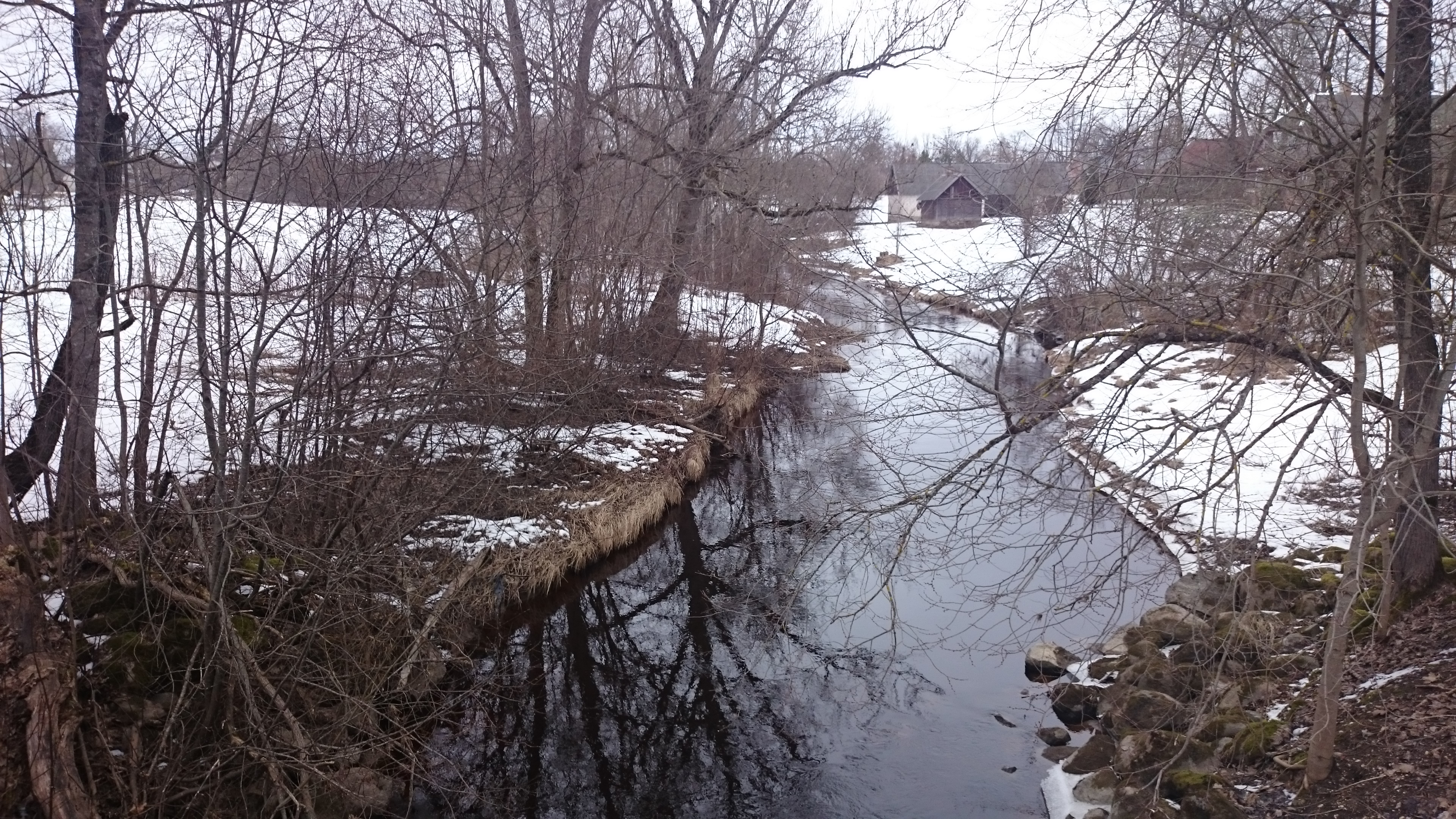
Река Кяру в марте